# Korruption
| 90–99 80–89 70–79 60–69 50–59 | 40–49 30–39 20–29 10–19 0–9 | Keine Daten |

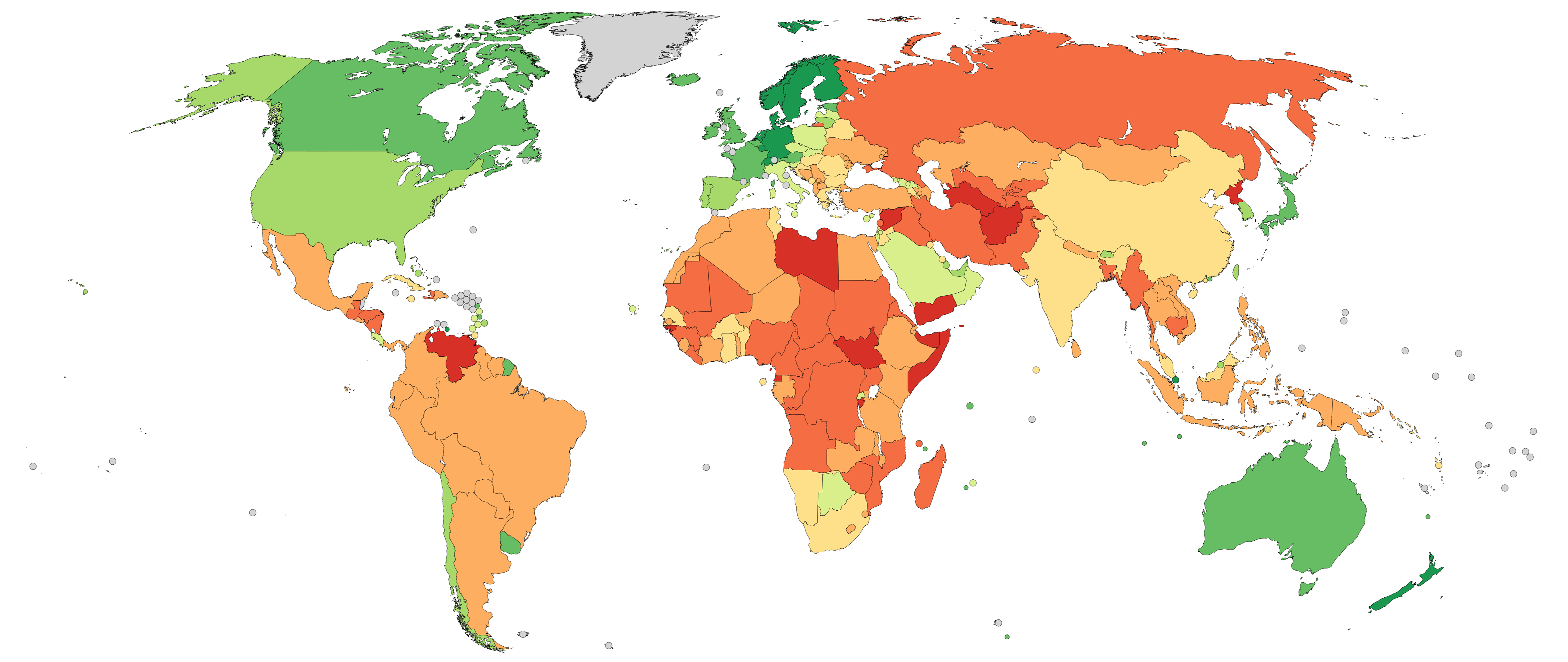
Übersicht des Korruptionswahrnehmungsindexes nach Ländern (Stand: 2021)

Korruption (von lateinisch corruptio ‚Verderbnis, Verdorbenheit, Bestechlichkeit‘) ist der Missbrauch einer Vertrauensstellung. Der Missbrauch beginnt, wenn im Rahmen einer öffentlichen, privaten, wirtschaftlichen oder politischen Verantwortung Vorteile erlangt werden oder erlangt werden sollen. Auftreten kann sie z. B. bei Genehmigungen, Posten- oder Auftragsvergaben, Verträgen oder gesellschaftspolitischen Handlungen. Der Missbrauch besteht darin, Vorteile zu erlangen oder zu gewähren, auf die keine Ansprüche bestehen. Korruption hat vielfache negative Auswirkungen, sowohl finanzielle als auch immaterielle, etwa einen Machtverlust der allgemeinen Bevölkerung gegenüber wenigen mächtigen oder reichen Akteuren und damit einen Mangel an Fairness, Demokratie und Rechtsstaatlichkeit.

## Etymologie
Im Deutschen erscheint im 15. Jahrhundert zunächst die Form korrupt als Lehnform des lateinischen Adjektivs corruptus, wobei hier zunächst nicht die Bedeutung „bestechlich“, sondern vielmehr die allgemeinere Bedeutung „verderbt“ gemeint ist. Das Wort korrumpiert wird teilweise auch heute noch in diesem Sinne verwendet. Das Substantiv Korruption, von lateinisch corruptio, folgt erst im 17. Jahrhundert.

## Definitionen

### Im ökonomischen Sinne
Man kann Korruption von anderen Austauschbeziehungen (z. B. auf einem Markt) unterscheiden, wenn man sie als ein Phänomen mit drei beteiligten Akteuren betrachtet:
- dem Bestechenden,
- dem Bestochenen
- und dem Auftraggeber des Bestochenen.

In der ökonomischen Literatur werden diese als Klient, Agent und Prinzipal bezeichnet (siehe Prinzipal-Agent-Theorie). Prinzipal und Agent haben eine vertragliche Beziehung, in der der Prinzipal den Agenten mit einer Aufgabe betraut und ihm zur Erfüllung dieser Aufgabe ein Mittel überlässt und einen Spielraum gibt, innerhalb dessen er agieren kann. Dies ist die erwähnte Machtposition. Diese nutzt der Agent aus (oft gegen die Interessen des Prinzipals), um dem Klienten etwas im Tausch anbieten zu können.
Korruption bezeichnet sowohl die Aktivität des „Gebenden“, als auch die des „Empfängers“ (vgl. die Definition von Myrdal 1989: 405). Viele Gesetzbücher nennen dies „aktive Bestechung“ und „passive Bestechung“ (Bestechlichkeit). Mindestens einer der Kooperationspartner missbraucht eine Macht- bzw. Vertrauensposition und gerät deshalb in einen Normkonflikt zwischen partikularistischen Normen und universalistischen Normen. Die Beteiligten müssen abwägen, ob sie den erzielbaren Vorteil durch Korruption höher gewichten als die Risiken (die erwartbaren negativen Sanktionen) bei einer möglichen Aufdeckung.
Der US-amerikanische Politikwissenschaftler Harold Dwight Lasswell definierte Korruption als einen speziellen Vorteil, für den ein allgemeines Interesse verletzt wird.
Relativ allein stehen die Wirtschaftswissenschaftler Boycko, Shleifer und Vishny mit ihrer Position, dass Korruption ein wirksames Gegenmittel privater Investoren bei Staatsversagen und ineffizienter Ressourcenallokation sein kann.

### Nach deutschem Recht
Das Strafrecht kennt keine übergreifende Korruptionsstrafvorschrift, sondern sanktioniert das mit Korruption verbundene Unrecht in verschiedenen Straftatbeständen. Der deutsche Gesetzgeber hat den Begriff Korruption weder definiert noch im Strafrecht benutzt.
Strafrechtliche Korruptionsdelikte:
- § 331 StGB Vorteilsannahme
- § 332 StGB Bestechlichkeit
- § 333 StGB Vorteilsgewährung
- § 334 StGB Bestechung
- § 335 StGB Besonders schwere Fälle der Bestechlichkeit und Bestechung
- § 335a StGB Ausländische und internationale Bedienstete
- § 336 StGB Unterlassen einer Diensthandlung (i. S. v. §§ 331 bis 335a StGB)
- § 337 StGB Schiedsrichtervergütung (i. S. v. §§ 331 bis 335 StGB)
- § 108e StGB Abgeordnetenbestechung
- § 108b StGB Wählerbestechung
- § 299 StGB Bestechlichkeit und Bestechung im geschäftlichen Verkehr (Angestelltenbestechung)
- § 299a StGB Bestechlichkeit im Gesundheitswesen
- § 299b StGB Bestechung im Gesundheitswesen
- § 300 StGB Besonders schwere Fälle der Bestechlichkeit und Bestechung im Gesundheitswesen

Damit werden in der Regel weitere Straftatbestände, sogenannte Begleitdelikte, verwirklicht. Die Begleitdelikte werden oftmals durch die Korruptionsdelikte ermöglicht.
Strafrechtliche Begleitdelikte:
- § 258a StGB Strafvereitelung im Amt
- § 261 StGB Geldwäsche, Verschleierung illegalen Vermögens
- § 263 StGB Betrug
- § 264 StGB Subventionsbetrug
- § 265b StGB Kreditbetrug
- § 266 StGB Untreue
- § 298 StGB Wettbewerbsbeschränkende Absprachen bei Ausschreibungen
- § 336 StGB Unterlassen einer Diensthandlung
- § 339 StGB Rechtsbeugung
- § 344 StGB Verfolgung Unschuldiger
- § 345 StGB Vollstreckung gegen Unschuldige
- § 348 StGB Falschbeurkundung im Amt
- § 353b StGB Verletzung von Dienstgeheimnissen und einer besonderen Geheimhaltungspflicht
- § 353d StGB Verbotene Mitteilungen über Gerichtsverhandlungen
- § 355 StGB Verletzung des Steuergeheimnisses
- § 356 StGB Parteiverrat
- § 357 StGB Verleitung eines Untergebenen zu einer Straftat
- § 370 AO Steuerhinterziehung
- § 23 GeschGehG Verletzung von Geschäftsgeheimnissen

Des Weiteren sind auch für Deutschland die Strafnormen des Gesetzes zur Bekämpfung internationaler Bestechung (IntBestG) und des EU-Bestechungsgesetzes (EUBestG), aber auch das Gesetz zur Bekämpfung von Korruption im Gesundheitswesen und das Gesetz zur Bekämpfung der Korruption relevant. Die Korruptionsdelikte nach § 299 StGB Bestechung und Bestechlichkeit im geschäftlichen Verkehr werden nach § 301 StGB nur auf Strafantrag verfolgt, es sei denn, dass die Strafverfolgungsbehörde bei Vorliegen des besonderen öffentlichen Interesses an der Strafverfolgung ein Einschreiten von Amts wegen für geboten hält.

### Deutsches Bundeskriminalamt
Das deutsche BKA verweist bei der Definition auf die kriminologische Forschung. Demnach ist Korruption der „Missbrauch eines öffentlichen Amtes, einer Funktion in der Wirtschaft oder eines politischen Mandats zugunsten eines Anderen, auf dessen Veranlassung oder in Eigeninitiative, zur Erlangung eines Vorteils für sich oder einen Dritten, mit Eintritt oder in Erwartung des Eintritts eines Schadens oder Nachteils für die Allgemeinheit (Täter in amtlicher oder politischer Funktion) oder für ein Unternehmen (betreffend Täter als Funktionsträger in der Wirtschaft).“
Situative Korruption erfolgt mit spontanem Willensentschluss. Demgegenüber beruht strukturelle Korruption auf längerfristig angelegten, korruptiven Beziehungen, und wurde bereits im Vorfeld bewusst geplant.

### Transparency International
Transparency International definiert Korruption als Missbrauch von anvertrauter Macht zum privaten Vorteil. (Corruption is operationally defined as the misuse of entrusted power for private gain.)
Diese Definition steht im Gegensatz zu der oben zitierten alten amerikanischen Definition von Harold Dwight Lasswell: „…violations of the common interest for special advantage are corrupt“ (dt. etwa „das Verletzen allgemeiner Interessen zum Vorteil im Besonderen ist korrupt“). Sie wurde seinerzeit als Richtlinie für den Entwurf des amerikanischen Anti-Korruptionsgesetzes „Foreign Corrupt Practices Act“ von 1977 und (erst) zwanzig Jahre später der OECD – “Convention on Combating Bribery of Foreign Public officials in International Business Transaction” angewendet. In beiden wird die Verantwortung für die Straftat (Korruption) auch und insbesondere bei den Initiatoren im eigenen Land gesehen.
Indem Lasswell lediglich den bewusst herbeigeführten Schaden an einer öffentlichen oder privatrechtlichen Gemeinschaft zur Selbstbereicherung als Korruptions-Kriterium identifiziert, bezieht er den aktiven und den passiven Partner gleichermaßen mit ein – vor dem Hintergrund, dass fast in allen Fällen der „Aktive“ Hauptnutznießer und Initiator von Korruption ist.
Nach der Definition von TI jedoch, wird der Missbrauch der eigenen Position als einziges Kriterium herausgestellt. Die Philosophie dahinter ist, dass nur derjenige, der die Korruption ermöglicht (annimmt), im juristischen Fokus stehen müsste. Letztendlich impliziert TI, dass, weil von der „aktiven“ Privatindustrie keine Moral zu erwarten ist (vgl. Wilhelm Busch), deshalb der „passive“ Amtsträger die volle Verantwortung zu tragen habe.
Diese „moderne“ Sichtweise hatte in den 1990er Jahren „Kritik an Transparency International“ ausgelöst. Insbesondere auch, weil TI just in derselben Legislaturperiode (1991–1994) ins Leben gerufen wurde, als im Bonner Parlament die Korruption gegen Amtsträger der Europäischen Süderweiterung explizit legitimiert und gegen die Empfehlungen der UN und der OECD entsprechende Schmiergelder ins Ausland nunmehr als steuerabzugsfähig zugelassen wurden.
Im TI Jahresbericht für 2015 gibt es dem Korruptionswahrnehmungsindex CPI zufolge mehr Länder, in denen im Vergleich zum Jahr 2014 weniger Korruption wahrgenommen/empfunden (englisch to perceive) wurde, als solche, bei denen die Korruption im Vergleich zum Vorjahr zugenommen hatte. Die Dänen nehmen sich dem Index zufolge als Spitzenreiter unter den korruptionsärmsten Ländern der Welt wahr. Deutschland befindet sich auf Platz 10 und hat sich nach eigenem Empfinden somit verbessert: Im Jahr 2014 belegte Deutschland noch Platz 12 in der Selbstwahrnehmung der Geschäftswelt. Insgesamt empfindet sich die weltweite Geschäftswelt als weniger korrupt im Vergleich zu Beginn der Finanzkrise.
Über das tatsächliche Ausmaß der Korruption, allerdings, sagt der CPI nichts aus. Er gibt aber Geschäftsleuten durchaus einen Eindruck für die Sensibilität, wie schädlich Korruption auf dem nationalen Markt empfunden wird und ob deshalb der politische Wille vorherrsche, evtl. dagegen vorzugehen. Als Beispiel sei die jahrzehntelang gängige Schmiergeld-Praxis in der Bundesrepublik Deutschland genannt, wobei Parlamentarier von der Strafverfolgung ausgeschlossen waren, wenn sie für spezifische politische Entscheidungen nachträglich entlohnt wurden. Nur wenn die Entlohnung vorher entrichtet wurde, war sie juristisch als Korruption verfolgbar. Mit dieser ungewöhnlich „liberalen“ Regelung hatte die deutsche Geschäftswelt jahrelang die OECD-Konvention gegen die Korrumpierung von ausländischen Amtsträgern (1997) unterlaufen und sich selbst trotzdem einen extrem hohen CPI (Platz 10–20) vergeben. Kurioserweise selbst zu jener Zeit, als Schmiergelder legal von der Steuer absetzbar waren (§ 4 Abs. 5 Nr. 10 EStG, gültig bis 19. März 1999). Erst 2014 wurde die „legale Korruption“ auf Druck der UN abgeschafft, sodass Deutschland als letzter Staat auch die UNCAC erfüllte. 2015 fühlten sich deutsche Geschäftsleute noch „korruptionsärmer“.

## Situation in der EU
Das Politische Mehrebenensystem der Europäischen Union hat weitreichende Auswirkungen auf Gesetzgebung und Politik und ist wie die Mitgliedstaaten und der substaatlichen Einheiten Ziel für Korruption.
Gemäß Daten der Europäischen Kommission aus dem Jahr 2014 schädigt Korruption die Wirtschaft in der Europäischen Union pro Jahr um 120 Milliarden Euro. Die Lage ist jedoch in den einzelnen Mitgliedsstaaten sehr unterschiedlich. Als Spitzenreiter unter den durch Korruption Geschädigten erweisen sich Griechenland, Italien, Kroatien, Zypern, Spanien und Bulgarien.

### EU-Institutionen
In der EU werden immer wieder Fälle von Korruption aufgedeckt. Sowohl das Europäische Parlament, also die Vertretung aller EU-Bürger, als auch beispielsweise Transparency International fordern deshalb die Einrichtung einer unabhängigen Ethikkommission, die mittlerweile in Form eines interinstitutionellen EU-Ethikgremiums Gestalt annimmt. Der Europäische Rat, also die Regierungen der einzelnen Mitgliedsstaaten, lehnte diese lange Zeit ab. Ein Beitritt ist nicht abzusehen.

### Situation in Deutschland

#### Fallzahlen und Schäden
Das vom Bundeskriminalamt (BKA) veröffentlichte Bundeslagebild Korruption enthält im Allgemeinen in gestraffter Form die aktuellen Erkenntnisse zur Lage und Entwicklungen im Bereich der Korruption. Die Datenbasis bilden nur alle diejenigen Verfahren, die unter Einbindung der Polizei stattgefunden haben.
Das Bundeslagebild 2019 Korruption berichtet von 5428 polizeilich gemeldeten Straftaten und somit einem Anstieg von 42,7 % im Vergleich zum Vorjahr. Betrachtet man den Fünf-Jahre-Trend, so ist die Anzahl der registrierten Delikte erstmals seit 2015 wieder angestiegen. Als Grund für den Anstieg können mehrere umfangreiche Ermittlungsverfahren der Länder, u. a. Bestechung (§ 334 StGB), besonders schwere Fälle von Bestechlichkeit und Bestechung (§ 335 StGB) sowie Bestechung und Bestechlichkeit im Gesundheitswesen genannt werden. Das durchschnittliche Fallaufkommen der letzten fünf Jahre (5854 Fälle) wurde trotzdem nicht überschritten.
Es gab im Jahr 2019 insgesamt 2539 Tatverdächtige, 3,3 % mehr als 2018. Hiervon sind 1423 Geber (Vorteilsgewährender/Bestechender) und 1116 Nehmer (Vorteilsgewährender/Bestochener). Während bei den Nehmern im Vergleich zu 2018 ein Rückgang um 27,2 % auf 1116 (2018: 1534) festzustellen ist, ist die Anzahl der Geber um 54 % auf 1423 (2018: 924) gestiegen. Der Anteil der Amtsträger bei den Nehmern entspricht hier 67 %.
Die öffentliche Verwaltung ist das bevorzugte Ziel von Korruption mit 49,9 % gefolgt von der Wirtschaft mit 39,3 % und der Strafverfolgung mit 9 %. Die von Korruption am meisten betroffene Branche ist das Dienstleistungsgewerbe.
Im Jahr 2019 waren rund 32,1 % der Geber in einer leitenden Rolle bzw. in einer Führungsfunktion, lediglich 4,9 % waren Sachbearbeiter oder Mitarbeiter (im Jahr 2018 noch 20,9 %), 25,6 % waren Privatpersonen und von 37,4 % ist die Funktion nicht bekannt.
Die Veranstaltungsteilnahme war im Jahr 2019 der mit 75 % der am häufigsten erlangte Vorteil für die Nehmerseite. Beispielsweise sollen in mehreren Fällen Angestellte der öffentlichen Verwaltung Freikarten für Veranstaltungen bzw. Zugriff auf nicht frei zugängliche Kaufkontingente erhalten haben. Im Gegenzug wurden der Geberseite Veranstaltungen genehmigt und Flächen/Räumlichkeiten für Veranstaltungen vermietet. In mindestens einem Fall wurden günstigere Konditionen gewährt als durch die Gebührenordnung vorgeschrieben. Diese über Jahre etablierte Bestechlichkeit und Vorteilsnahme in der Kommunalverwaltung führte zu nicht unerheblichen finanziellen Verlusten.
Die Entgegennahme von Bargeld war im Jahr 2018 mit 62,9 % noch die größte Art von Vorteil für die Nehmerseite. Im Jahr 2019 lag der prozentuale Anteil nur noch bei 11,6 %. Der Anteil der Teilnahme an Veranstaltungen lag im Jahr 2018 noch bei lediglich 4,5 %. Weitere nennenswerte Vorteile im Jahr 2019 waren sonstige monetäre Vorteile mit 5,6 %, Sachzuwendungen mit 5,5 %. Die Geberseite profitierte im Jahr 2019 mit 42,1 % vor allem von der Erlangung behördlicher Genehmigungen. Dieser Vorteil lag im Jahr 2019 noch bei nur 18,5 %. Die zweithöchste Art von Vorteil war im Jahr 2019 die Erlangung von Aufträgen mit 25,5 %. Dieser Vorteil war im Jahr 2018 noch der häufigste mit 48,8 %. Weitere nennenswerte Vorteile für die „Geber“ waren im Jahr 2019 die Beeinflussung der Strafverfolgung mit 8,6 %, sonstige Wettbewerbsvorteile mit 6,0 %, die Erlangung interner Informationen mit 3,8 % sowie Aufenthalts- und Arbeitserlaubnisse mit 2,9 %.
Gemäß BKA wurde für das Jahr 2019 ein monetärer Gesamtschaden von rund 47 Millionen Euro ermittelt. Die entspricht einem Rückgang von 61,2 % im Vergleich zu 2018 (121 Millionen Euro) und 83,3 % im Vergleich zu 2017 (291 Millionen Euro). Das BKA weist allerdings darauf hin, dass die erfassten Summen das tatsächliche Ausmaß nur bedingt wiedergeben, da sich beispielsweise die Schäden durch die Erlangung von Genehmigungen nur schwer messen lassen.

#### Arten
Das Bundeskriminalamt (BKA) unterscheidet zwischen situativer und struktureller Korruption. Die Gießener Kriminologin Britta Bannenberg hat aufgrund ihrer Aktenauswertung von Korruptionsfällen drei Strukturen ermittelt: Bagatell- oder Gelegenheitskorruption, Struktur der gewachsenen Beziehungen und Netzwerk-Korruption.
Situative Korruption
Situative Korruption sind Korruptionshandlungen, die spontan aus einer Situation begangen werden (daher auch Spontankorruption genannt); sie sind also nicht geplant oder vorbereitet. Ausschlaggebend ist die günstige Gelegenheit (daher Bannenberg: Gelegenheitskorruption). Gemäß den Untersuchungen von Bannenberg ist das Geschehen auf zwei oder wenige Personen beschränkt und nicht auf Wiederholung angelegt.
Beispiele: Ein alkoholisierter Autofahrer bietet dem ihn kontrollierenden Polizisten 100 Euro an. Der Autofahrer hofft auf eine erfolgreiche Bestechung, um ohne Punkte und Führerscheinentzug davon zukommen. Ein für Anmeldungen zu weiterbildenden Lehrgängen/Tagungen zuständiger Kollege sagt die Einplanung zu – und erwartet dafür eine Gegenleistung.
Strukturelle Korruption
Bei der strukturellen Korruption liegen der korruptiven Handlung langfristig angelegte („gewachsene“) Beziehungen zugrunde; sie wird bereits vor der Tatbegehung geplant und vorbereitet. Häufig wird sie durch „Anfüttern“ eingeleitet, d. h. durch kleinere Geldgeschenke oder andere geringe Vorteile wird getestet, wie weit der Vorteilsnehmer anfällig und bereit ist, auch zukünftig korrupt zu handeln. Höhe und Häufigkeit der Zuwendungen werden im Laufe der Zeit gesteigert. Laut Bannenberg ist ein derartiges Vorgehen räumlich und personell beschränkt; es spielt sich regional im Wirtschaftsbereich des Vorteilsgebers ab.
Beispiel: Es werden vierteljährlich „wissenschaftliche Veranstaltungen“ organisiert, bei denen Professoren, die z. B. Gutachten für die Zigaretten-Industrie erstellen, für Reden bzw. Vorträge, deren Inhalte seit Jahren bekannt sind, enorme Honorare gezahlt werden.
Netzwerk-Korruption
Netzwerk-Korruption sind nach Bannenberg „umfangreiche Straftaten, die in vielen Fällen der organisierten Kriminalität zugeordnet werden können.“ Geber sind viele Personen, Nehmer nur wenige. Die Delikthandlungen werden häufig über mehrere Jahre, teilweise jahrzehntelang regional, überregional oder international, begangen.
Diese Art der Korruption gehört zur Strategie, die von manchen Mitarbeitern von Unternehmen oder Körperschaften eingesetzt wird; sie ist (meistens) mit weitergehenden Straftaten wie zum Beispiel Betrug, Untreue, Erpressung oder Steuerhinterziehung verbunden. Das BKA nennt – unabhängig von der Korruptionsart – weitere mit Korruption zusammenhängende Tatbestände, insbesondere Urkundenfälschung, wettbewerbsbeschränkende Absprachen bei Ausschreibungen, Strafvereitelung und Falschbeurkundung im Amt, Verletzung des Dienstgeheimnisses und Verstöße gegen strafrechtliche Nebengesetze.
Beispiel (überregional): Der Leiter einer Baubehörde trifft sich mit Geschäftsführern bestimmter Bauunternehmen mal zu Arbeitsessen in Edelrestaurants, mal zu Segeltouren, zu privaten Golfturnieren o. Ä., um – wie nach außen deklariert – sich über die wirtschaftliche Lage allgemein und die Auftragslage speziell auszutauschen, tatsächlich aber über demnächst anstehende Aufträge und mögliche Angebote zu sprechen und Konditionen und Preise abzusprechen.
Die Rechtswissenschaftlerin Britta Bannenberg hat bei der Auswertung von Strafakten Korruption bei folgenden Situationen festgestellt: bei der Vergabe von Großaufträgen an monopolartige Auftragnehmer oder Kartelle, wie zum Beispiel den Bau von Großschifffahrtskanälen, atomare Wiederaufbereitungsanlagen, ICE-Neubaustrecken, Flughäfen, Klärwerken in Großstädten, Autobahnen, Kasernen, Wohn- und Gewerbegebieten mit Deponien und Lärmschutzwällen, die Ausrüstung von Polizei und Bundeswehr und Fallkomplexe im Zusammenhang mit Werften betreffen; bei Treuhand- und Führerscheinverfahren; im Zusammenhang mit Ausländerbehörden und Schleuseraktivitäten der organisierten Kriminalität und in zahlreichen Verfahren im Medizinbereich (Herzklappenverfahren, Medizinprodukte).

#### Formen der Korruption
Im Sinne der §§ 331 ff. StGB erfolgt Korruption
- in aktiver Form (Fordern, Anbieten und Versprechen eines Vorteils, Vorteilsgewährung, Bestechung, Schmiergeldzahlung),
- in passiver Form (Vorteilsannahme, Bestechlichkeit).

Das Annehmen von Vorteilen und das sich als bestechlich „Bereitzeigen“ ist im Grunde immer auch eine aktive Handlung. Der „Vorteilsnehmer“ fordert oft aktiv einen Vorteil ein – dies kann bis zu einer Erpressung gehen. Potenzielle Auftragnehmer werden dann vor die Alternative gestellt: Ohne Schmiergeld kein Auftrag oder keine Amtshandlung, z. B. keine Baugenehmigung. Geforderte Vorteile sind im Sinne des § 331 Abs. 3 StGB immer strafbar. Eine Genehmigung führt nicht zur Straffreiheit.
Im Falle der Vorteilsannahme gemäß § 331 StGB nimmt der Amtsträger den Vorteil an, auf den er keinen Rechtsanspruch hat – quasi als ein Äquivalent für seine Dienstausübung. Es muss keine rechtswidrige Diensthandlung vorliegen. Bestechlichkeit und Bestechung im Sinne der § 332 und § 334 StGB gehen immer mit einer Dienstpflichtverletzung des „Nehmers“ einher, also einer rechtswidrigen Diensthandlung. Die Diensthandlung kann auch in einem Unterlassen bestehen. Da die §§ 331 ff. StGB auch Vorteile umfassen, die Dritten gewährt werden, können auch das Sponsoring oder die Spendengewährung (siehe auch Parteispende) an öffentliche Körperschaften oder Parteien ein Einfallstor für Korruption sein. Sponsoring und Spenden erfüllen grundsätzlich den objektiven Tatbestand einer Vorteilsgewährung im Sinne der §§ 331 ff. StGB.
Wer Amtsträger ist, bestimmt sich nach § 11 Abs. 1 Nr. 2 StGB. Keine Amtsträger sind die Mitglieder kommunaler Vertretungskörperschaften (Stadtrat, Gemeinderat), es sei denn, sie werden mit konkreten Verwaltungsaufgaben betraut, die über ihre Mandatstätigkeit in der kommunalen Volksvertretung und den zugehörigen Ausschüssen hinausgehen. Der BGH sieht hier allerdings gesetzgeberischen Handlungsbedarf. In allen anderen Bereichen des öffentlichen und privaten Lebens hat das gewandelte öffentliche Verständnis einer besonderen Sozialschädlichkeit von Korruption zu einer erheblichen Ausweitung der Strafbarkeit von korruptem Verhalten geführt. Diese Entwicklung ist bislang an dem Tatbestand der Abgeordnetenbestechung vorbeigegangen.
Der Straftatbestand des § 108e StGB wird deshalb vielfach als praktisch bedeutungslose „symbolische Gesetzgebung“ angesehen, die mit der Überschrift nur auf den ersten Blick – und namentlich der Öffentlichkeit – vortäuscht, dass Abgeordnete unter dem Gesichtspunkt der Bestechungsdelikte den Amtsträgern wenigstens annähernd gleichgestellt wären. Bisher ist erst einmal ein Abgeordneter nach dieser Norm verurteilt worden.
Dritter im Sinne der §§ 331 ff. StGB kann auch die eigene Anstellungskörperschaft des Amtsträgers sein. Ein Straftatbestand ergibt sich etwa dann, wenn Sponsoring/Spenden gekoppelt werden mit Auftragserteilungen/Vertragsabschlüssen der empfangenden Verwaltungseinheit (Unrechtsvereinbarung).
Zu korrupten Handlungen gehören auch – allerdings nicht in strafrechtlicher Hinsicht – jene Stellenbesetzungen in Verwaltungen und öffentlichen Unternehmen, die unter parteipolitischen Gesichtspunkten erfolgen: Ämterpatronage, Nepotismus (Vetternwirtschaft), Klientelismus.
Vorteile der Nehmer
Mit einem Anteil von 41,1 % war Bargeld 2011 auf der Nehmerseite der häufigste Vorteil, gleich gefolgt von Sachzuwendungen mit 34 Prozent (2010 zusammen 97 %).
Beispiele: Geld (sogenanntes „Schmiergeld“): Übergabe von Bargeld oder Überweisungen auf ein Tarnkonto oder Bezahlung für Scheingeschäfte: Scheinlieferung, -gutachten oder –beratung bzw. wertvolle Sachgeschenke wie Eintrittskarten zu bedeutenden Kultur- oder Sportereignissen oder Überlassen von Kfz, Jacht, Ferienwohnung und kostenlose oder kostengünstigere Leistungen, z. B. in einer Werkstatt, Hausbau, Gartenpflege u. Ä.
Weitere Vorteile bezogen sich auf Bewirtung/Feiern (8,5 %), Reisen und Urlaub (4,3 %) und Teilnahme an Veranstaltungen (3 %).
Beispiele: Finanzierung von Jubiläen und Geburtstagen, Karibik-Kreuzfahrt, Südseeurlaub, Ermöglichen des Zutritts zu exklusiven Events. Zu den sonstigen Vorteilen gehören Rabatte, Nebentätigkeiten, außerordentlich hoher Rabatt beim Autokauf, Verschaffung einer lukrativen Nebentätigkeit, Bordellbesuch, spätere Karriere bzw. gutbezahlter Job für den Bestochenen oder für einen seiner Angehörigen.
Die monetären Vorteile der Nehmer 2011 beziffert das BKA mit 120 Millionen Euro.
Vorteile der Geber
Auf der Geberseite bildete auch 2011 die Erlangung von Aufträgen mit einem Anteil von 46,3 % das häufigste Ziel des korruptiven Handelns. Mit weitem Abstand folgen: die Erlangung sonstiger Wettbewerbsvorteile (19 %), behördlicher Genehmigungen (8,5 %) oder interner Informationen (7,5 %).
Beispiele: (hauptsächlich) Bauaufträge, Manipulation bei offenen Ausschreibungen, Bevorzugung sogenannter „Hoflieferanten“ (bei beschränkten Ausschreibungen), Genehmigung von Subventionen, Neu-, An- und Ausbauten, Gastwirtkonzessionen, Verrat von Razzien u. Ä.
Das BKA nennt Anteile von weiteren Vorteilen: Absatz von Medikamenten (5,3 %), Beeinflussung von Strafverfolgungsbehörden (3,9 %) und von Vorteilen unter 3,5 %: Bezahlung fingierter und gefälschter Rechnungen, Erlangung von Aufenthalts- und Arbeitserlaubnissen, Gebührenersparnis, u. a.
Für 2011 hat das BKA die monetären Vorteile der Geber mit 195 Millionen Euro ausgewiesen.

#### Kritik an den Maßnahmen
2014 wurden die Maßnahmen Deutschlands gegen die Korruption im Bundestag von Fachleuten des Europarats kritisiert. Im Land würden klare Regeln für die Interaktion der Abgeordneten mit Lobbyisten fehlen und es gebe zu wenig Transparenz in diversen Bereichen. Die Umsetzung der empfohlenen Maßnahmen wurde in mehreren Zwischenberichten der Delegation als „insgesamt unbefriedigend“ kritisiert, zuletzt 2021 (Stand 2021). Die Reformen auf diesem Gebiet durch die Große Koalition im Jahr 2021 seien zu begrüßen, aber noch nicht umfassend genug gewesen. So müsse nach Einschätzung von Transparency Deutschland Vorteilsnahme von Mandatsträgern bereits bei mandatsbezogenen Tätigkeiten strafbar sein und nicht nur bei unmittelbarer Ausübung einer Abgeordnetentätigkeit. Außerdem kritisiert die Organisation, dass für strafrechtliche Verfolgungen eine dokumentierte Absprache der Involvierten vorliegen muss, die in den meisten Fällen aber nicht existiert. Die Korruptionsbekämpfung in Deutschland sieht Transparency Deutschland im Allgemeinen als stagnierend an.

### Situation in Österreich
In Österreich fügte im Jahr 2014 Korruption der Wirtschaft einen Schaden von 27 Milliarden Euro zu und hemmte das Wirtschaftswachstum erheblich. Gleichzeitig rutschte die Republik Österreich auf den 16. Platz des Korruptionsindexes von Transparency International ab und wird dem Land bei der Korruptionsbekämpfung gehöriger Aufholbedarf bescheinigt.
Um 2020 sind in Österreich zwei ÖVP-geführte Regierungen an vermutlichen Korruptionsfällen zerbrochen: die erste 2019 durch die Ibiza-Affäre der FPÖ und die zweite 2021 durch die ÖVP-Korruptionsaffäre. 2023 wurden daher schärfere Strafen für Korruptionsdelikte beschlossen. Nach der Gesetzesänderung ist es auch der Mandatskauf (§ 265a StGB) strafbar. Außerdem werden Bestechungen in Bezug auf künftige Amtsgeschäfte selbst dann bestraft, wenn der Bestochene erst danach in ein öffentliches Amt gewählt worden ist (§ 304 Absatz 1a und § 307 Absatz 1a StGB).

## Auswirkungen
Korruption und Korruptionsbekämpfung sind heute sowohl in Industriestaaten als auch in Entwicklungsländern zentrale Themen. In internationalen Transaktionen finden sich meist Unternehmen der Industriestaaten in der aktiven und Amtsträger der Entwicklungsländer in der passiven Rolle. Das staatliche Versagen beim Schutz von Bevölkerung, Wirtschaft und Gemeinwesen führt in vielen Ländern zum Zorn der Massen gegen die Regierenden und andere Eliten. International gesehen, untergraben die mangelnden Fortschritte bei der Korruptionsbekämpfung die Rechtsstaatlichkeit und den Glauben an die Demokratie.
Nach Schätzung des Internationalen Währungsfonds verursacht Bestechung weltweit jedes Jahr zwei Billionen Dollar Schaden, und die OECD rechnet sogar mit Schaden von bis zu vier Billionen Dollar. Damit verbunden sind massive negative Auswirkungen für das Wirtschaftswachstum und die staatlichen Gemeinwesen. Auf globaler Ebene gelten daher die Bekämpfung von Korruption und die Schaffung von Rechtssicherheit durch Vertrags- und Registersicherheit, Formvorschriften, unabhängige und effektive Gerichte und Verwaltung als Schlüssel zu Innovation, Produktivität und Wohlstand.
Im Bereich öffentlicher Verwaltung und Justiz kann ein Unternehmen durch Korruption einen Auftrag erhalten, obwohl es schlechtere Leistungen anbietet. Anderseits gibt es auch immaterielle Auswirkungen, etwa einen Machtverlust der allgemeinen Bevölkerung gegenüber wenigen mächtigen oder reichen Akteuren und damit einen Mangel an Fairness, Demokratie und Rechtsstaatlichkeit.
Korruption führt einerseits zu hohen materiellen Schäden, anderseits aber auch zu immateriellen Auswirkungen wie Vertrauensverlust der Bürger in staatliche Organe. So kann es beispielsweise zu Auftragsvergaben an Unternehmen kommen, obwohl sie teurere oder schlechtere Leistungen erbringen als solche Unternehmen, die bei einer objektiven und transparenten Ausschreibung ausgewählt würden. Die den Amtsträgern gewährten Vorteile werden in der Regel bei der Rechnungsstellung eingerechnet. Deshalb werden dann Leistungen abgerechnet, die entweder gar nicht oder nicht in dem ausgewiesenen Umfang erbracht wurden. Die finanziellen Lasten hat letztlich der Steuerzahler zu tragen. Dabei gilt, dass eine Ausnutzung öffentlicher Positionen zum privaten Vorteil gemeinwohlwidrig ist.
Im Gesundheitswesen führt Korruption einerseits zu überhöhten Preisen und andererseits erschwert sie den Zugang zu medizinischen Leistungen. Weiterhin kann sie dazu führen, dass sich Therapieformen oder Medikamente etablieren, die objektiv betrachtet keine medizinisch optimale Behandlung darstellen. Sogar an Pflegepersonen während der Behandlung verabreichte Trinkgelder bestechen, wenn sie Vorteile bis hin zur Zwei-Klassen-Medizin verursachen können. In vielen Ländern gehört die Zahlung von Bestechungsgeldern in Krankenhäusern zum Alltag, um beispielsweise einen OP-Termin zu bekommen.
Generell führt Korruption dazu, dass die Leistungen von Organisationen in ihrem Umfang abnehmen oder qualitativ schlechter werden, die dafür zu entrichtenden Geldbeträge aber steigen. Nach Angaben der Weltbank muss durchschnittlich jeder Mensch rund sieben Prozent seiner Arbeitsleistung für Korruptionsschäden aufbringen.
Einen Sonderfall stellt die zwischenstaatliche Korruption dar, wo der aktiv Korrupte, der passive Partner und der Geschädigte nicht zur gleichen Jurisdiktion gehören, so dass im Geltungsbereich des eigenen Gesetzes weder ein Beamter korrumpiert noch der Staat geschädigt wird. Dieses Quasi-Outsourcing der Korruption wurde in Vorbereitung des Euros insbesondere in der Bundesrepublik der 1990er praktiziert und hatte Kritik der OECD heraufbeschworen, zumal die damalige Kohl-Regierung die Korruption deutscher Konzerne in die Europäische Süderweiterung bewusst durch Steuererleichterungen mitfinanzierte. Neben diesen Schäden an deren Volkswirtschaften müssen sich die Opferstaaten den Vorwurf gefallen lassen, nicht genug gegen Korruption vorzugehen.
Während sich also die nationale Korruption lediglich als Ungerechtigkeit im Wettbewerb zwischen großen und kleinen zeigt – liquide Unternehmen haben in Sachen Korruption einen klaren Wettbewerbsvorteil – insgesamt aber die Volkswirtschaft nicht nennenswert schwächt, so stellt die zwischenstaatliche Korruption eine Gefahr für juristisch unvorbereitete Volkswirtschaften (wie Griechenland) dar, die in Freihandelszonen wie dem Europäischen Binnenmarkt vertraglich gebunden sind, auf protektionistische Gegenmaßnahme zugunsten ihrer Volkswirtschaft zu verzichten (Maastricht 1993).
Infolge der erheblichen rechtlichen Unterschiede bei der nationalen Bewertung und Verfolgung von Korruption und dem damit verbundenen enormen Vermögen hat sich eine international geheim arbeitende Vermögensbewahrungs- und Consultingindustrie entwickelt. Diese Beratungsunternehmen und Offshoring-Anbieter dienen vorwiegend nicht dem Zweck der legalen Steueroptimierung oder Wirtschaftsberatung, sondern der Umgehung von Vorschriften und einer Vielzahl krimineller Aktivitäten wie Geldwäsche und Korruption. Diese Unternehmen schaffen sich durch Nutzung von Steueroasen und Ausnutzung aller möglichen Lücken ihr eigenes Rechtssystem und betreiben zusätzlich massive Lobby-Arbeit zur Eröffnung neuer Schlupflöcher und zur Abschaffung von Straftatbeständen und Formvorschriften.

### Globale Schadenssumme
Mit seinem als Doktorand verfassten Artikel Corruption and Growth (1995) begründete Paolo Mauro im Jahr 1995 das Feld der empirischen Korruptionsforschung. Betreut von Andrei Shleifer nutzte er einen Datensatz der Firma Business International, um zu zeigen, dass Korruption negative Auswirkungen auf das Wirtschaftswachstum hat. Die von Mauro begründeten internationalen Querschnittsstudien konnten diese negativen Auswirkungen in den Folgejahren gut belegen.
Nach einer Schätzung des Internationalen Währungsfonds werden durch Korruption weltweit umgerechnet 1,3–1,75 Billionen Euro verschlungen. Das schwächt das globale Wirtschaftswachstum um ungefähr zwei Prozent. In aktuellen Wirtschaftswachstumsmodellen gilt Korruption wie auch Geldwäsche als einer der langfristigen und nachhaltigen Wachstumsverhinderer.
Während der IWF die globalen jährlichen Schäden durch Korruption auf rund 2000 Milliarden Dollar taxiert, kommt die OECD sogar auf den Betrag von 4000 Milliarden Dollar. Im Jahr 2012 haben Schwellen- und Entwicklungsländer laut einer Studie durch Korruption, Geldwäsche und Handelsbetrug eine Billion Dollar verloren und wächst das Volumen illegaler Geldflüsse doppelt so schnell wie das Wirtschaftswachstum.

## Korruption als ökonomisches Entscheidungsproblem
Nach der ökonomischen Theorie der Kriminalität von Gary Becker als Teildisziplin der ökonomischen Analyse des Rechts kann auch Korruption abgebildet werden als individuelles Nutzenkalkül. Kriminelles Verhalten ist danach lediglich auf eine Entscheidungssituation zurückzuführen, in welcher das Individuum aus verschiedenen Handlungsalternativen jene wählt, welche ihm den höchsten Nutzen bringt. Die Tat wird begangen, wenn ihr erwarteter Gewinn größer ist als ihre erwarteten Kosten.
Besticht beispielsweise Mitbewerber B, dann ist es für Unternehmen A zwingend, auch zu bestechen, um mit B etwa um die Vergabe eines öffentlichen Auftrags konkurrieren zu können. Besticht Unternehmen B jedoch nicht, ist trotzdem für Unternehmen A das Bestechen die dominante Strategie, um den Auftrag zu erhalten. Deshalb werden beide Unternehmen bestechen, weil der Anreiz, zusätzliche Gewinne zu generieren bzw. das Risiko, Verluste zu erleiden, durch Korruption erreicht bzw. vermieden werden kann.
Ökonomisch betrachtet kann zwar jedes Unternehmen von der Bestechung individuell und kurzfristig profitieren, schädigt aber langfristig auch sich selbst. Denn wenn alle Bewerber den zuständigen Beamten bestechen, dann ist die Auftragsvergabe möglicherweise dieselbe wie in der Konstellation ohne Bestechung – nur dass alle Unternehmen zusätzlich das Bestechungsgeld bezahlen müssen, was ihren Gewinn mindert. Sie stellen sich bei korruptem Handeln folglich kollektiv schlechter als ohne.
Die für die Auftragsvergabe zuständigen Beamten kalkulieren entsprechend. Sie lassen sich bestechen, wenn ihr erwarteter Gewinn größer ist als ihre erwarteten Kosten. Ist der Beamte B bestechlich, dann ist es für den Beamten A zwingend, es auch zu sein, um das eigene Einkommen ebenfalls mit Bestechungsgeld aufzubessern. Ist B nicht bestechlich, ist es für A jedoch nicht weniger lukrativ, dennoch bestechlich zu sein. Für beide Beamte ist daher Bestechlichkeit die dominante Strategie. Wird ein Auftrag jedoch nicht an das kostengünstigste Unternehmen vergeben, belasten diese zusätzlichen Ausgaben den öffentlichen Haushalt. Das kann sich auf die Personalpolitik auswirken und letztlich zu Stellenverlust der einen und entsprechender Mehrbelastung durch zusätzliche Arbeit für die anderen Beamten anderen führen. Zudem schaden Bestechlichkeit und entsprechende Ermittlungsverfahren dem Ansehen und der Integrität sowohl der öffentlichen Verwaltung als auch den beteiligten Unternehmen.
Langfristig geht das Nutzenkalkül für keinen der beteiligten Akteure auf.

## Strategische Korruption
Seit 2010 wird zunehmend das Konzept „Strategische Korruption“ in wissenschaftlichen Analysen und sicherheitspolitischen Debatten verwendet. Es beschreibt den gezielten und langfristigen Einsatz korrumpierender Mittel durch Staaten, um politische Entscheidungen in anderen Ländern im Sinne eigener geopolitischer Interessen zu beeinflussen. Strategische Korruption ziele nicht auf persönliche Bereicherung, sondern auf die systematische Beeinflussung politischer Eliten, wirtschaftlicher Abhängigkeiten und öffentlicher Meinungsbildung.

## Bekämpfung

### Allgemeines
Damit keine Korruption stattfindet, muss nach der Prinzipal-Agent-Klient-Theorie entweder bei der Gewährung der Macht (Unterbindung der Prinzipal-Agent-Interaktion) oder beim Handel zwischen Agent und Klient (Unterbindung der Agent-Klient-Interaktion) eingegriffen werden. Um die Agent-Klient-Interaktion zu unterbinden, ist sie mit Strafe zu bedrohen, und mögliche Agent-Klient-Interaktionen sind transparent zu machen.
International wird versucht, durch dokumentierende Formvorschriften für Rechtsgeschäfte bei Liegenschaften, Unternehmenskapital oder Unternehmensanteilen das einfache und intransparente Verschieben von Kapital und die damit verbundene Verschleierung und Geldwäsche zu verhindern. In vielen Ländern müssen bestimmte Rechtsgeschäfte wie Veränderungen in Firmenstrukturen, Kapitalverschiebungen bei Unternehmen, Immobilien oder Firmenregistrierungen (- die für Geldwäsche, Verschleierung oder Korruption geeignet sein können) gerichtlich oder notariell protokolliert werden, um Scheingeschäfte, Fälschungen oder Rückdatierungen von Verträgen zu verhindern.
Auch die vielfach vorgeschriebene Legitimationspflicht bei Bankgeschäften soll die Agent-Klient-Interaktionen transparent machen. In der internationalen Praxis werden aber Identifikationsverfahren, Identitätsprüfungen und diesbezügliche Vorschriften durch die Finanzdienstleister und Banken geflissentlich übersehen. Vielmehr werden bankinterne Compliance-Einrichtungen angehalten, bei vorliegenden kriminellen Aktivitäten wegzuschauen bzw. diese zu verschleiern.
Ein geeignetes Land (Steueroase oder Offshoring) für die mit der Korruption verbundene Geldwäsche und Verschleierung hat am besten anonyme Gesellschaftsformen (z. B. British Trusts, Scottish Limited Partnerships oder US-Mantelgesellschaften), keinen Willen zur internationalen Kooperation und keine Formvorschriften, sodass die diesbezüglichen Unterlagen nicht öffentlich sind und auch rückwirkend verändert werden können.
Die Einhaltung der zur Bekämpfung der Korruption vorgesehenen Dokumentations- und Formvorschriften bedingt die Mitarbeit staatlicher oder privatwirtschaftlicher Organe. Nur wenn diese Organe rechtlich und wirtschaftlich unabhängig vom korrupten Täter sind und diese Unabhängigkeit ausreichend abgesichert ist, können Korruption und die damit verbundenen Handlungen unterbunden werden. International gesehen sind diese gerichtlichen, behördlichen bzw. notariellen Organe oder auch Compliance-Abteilungen in Unternehmen oft schlecht bezahlt, weisungsgebunden, nicht (wirtschaftlich) unabhängig oder bewusst schlecht organisiert, um die Einhaltung der Bestimmungen nicht überwachen zu können. Ob es grundsätzlich positive Auswirkungen von Compliance-Abteilungen, die in der Unternehmensstruktur eingebettet sind, zur Verhinderung von rechtswidrigen, aber lukrativen Handlungen im Rahmen des Unternehmenszweckes geben kann, wird kontrovers diskutiert, denn Unternehmen maximieren grundsätzlich ihren Eigennutzen. In vielen Ländern versuchen Unternehmerverbände, aber auch Politiker, die zur Korruptionsbekämpfung geeigneten Dokumentations- bzw. Formvorschriften als „wirtschaftsfeindlich“ zurückzudrängen.
Der Wirtschaftsnobelpreisträger Joseph Stiglitz und der Basler Strafrechtler Mark Pieth weisen darauf hin, dass bei der Bekämpfung von Korruption aufgrund umfangreicher Lobbyarbeit nicht konsequent vorgegangen wird und effektive Dokumentationsvorschriften dadurch verhindert wurden. Vielfach ist die Finanzindustrie zielgerichtet sehr damit befasst, Gesetzesänderungen und deren Folgen, auch in Bezug auf Steueroasen, in ihrem Sinn zu beeinflussen.
Die Bekämpfung von Korruption fokussierte sich in Deutschland klassischerweise bislang vor allem auf die (straf-)rechtliche Perspektive. Immer mehr stellen jedoch auch andere Fachdisziplinen Überlegungen an, um der mannigfaltigen Korruption Einhalt zu gebieten. Durch internationale Übereinkommen versuchen die Vertragsstaaten, verpflichtende Strafrechtsbestimmungen zur Bekämpfung von Korruption zu schaffen. Transparency International gibt ein Corruption Fighters’ Tool Kit heraus. Massive Schwachstellen im Kampf gegen Korruption sind die fehlende Transparenz bei vielen Rechtsgeschäften, der Bankensektor und vor allem die Steueroasen. Zur Korruptionsbekämpfung gehören aber nicht nur griffige gesetzliche Bestimmungen oder internationale Abkommen, vielmehr müssen die schon bestehenden Vorschriften wie zum Registerrecht, zu Formvorschriften bzw. die Legitimationspflicht korrekt und effektiv vollzogen werden.
Beim Lobbyismus gibt es ähnliche Interaktionen wie die Agent-Klient-Interaktionen. Diese müssen jedoch nicht notwendigerweise in Korruption münden. Lobbycontrol ist ein Verein in Deutschland, der über Einflussnahme von Interessengruppen (Klient) auf Staatsorgane (Agent) berichtet.

### Maßnahmen
Ihre Kenntnisse über Korruption können Hinweisgeber den Polizeibehörden als Strafanzeige oder anonym übermitteln. Nach dem Legalitätsprinzip muss die Polizei auch anonymen Anzeigen nachgehen. Durch die Anonymität können sich Wissensträger vor eventuellen Folgen ihrer Anzeige schützen.
In deutschen Großstädten werden zunehmend Schwerpunkt-Staatsanwaltschaften gegen Korruption ins Leben gerufen – dies vor dem Hintergrund, dass die Korruptionsbekämpfung ein extrem kompliziertes Unterfangen ist, das eine Bündelung von Ressourcen und Kompetenzen erfordert. Die Staatsanwaltschaft München I unterhält die zurzeit größte Anti-Korruptionsabteilung in Deutschland. Sie hat der Öffentlichen Hand, u. a. der Stadtverwaltung München, von 1994 bis 2004 zur Realisierung von 46 Millionen Euro Schadensersatz verholfen – ein Ausmaß, das insoweit indes nur das Hellfeld von Korruption dokumentiert; der tatsächliche Schaden (inkl. Dunkelfeld) geht vermutlich weit darüber hinaus.
Im Bereich der privaten Unternehmen werden zunehmend wettbewerbsneutrale Selbstverpflichtungen einzelner Branchen (z. B. in der Bauindustrie) initiiert. Diese setzen sich das kollektive Ziel, der Korruption im Zuge eines umfassenden Ethik-Managements eine Absage zu erteilen. Einen ähnlichen Ansatz verfolgt die Etablierung einer Compliance-Kultur innerhalb eines Unternehmens.
Auch die Wirtschaftsethik/Unternehmensethik befasst sich in neuerer Zeit speziell mit Optionen der Korruptionsprävention und -bekämpfung. Als Beispiel ist insoweit die wissenschaftliche Publikation von Pies und andere zu nennen.
Nicht zuletzt gibt es auch für die öffentliche Verwaltung Ansätze eines expliziten Anti-Korruptionsmanagements. Auf dieser Ebene getroffene Maßnahmen zur Korruptionsprävention wurden seit Inkrafttreten der Richtlinie der Bundesregierung zur Korruptionsprävention in der Bundesverwaltung in deutschen Bundesbehörden implementiert. Grundlagen aus Sicht der Verwaltungsethik liefert etwa das Werk von Thomas Faust Organisationskultur und Ethik. Perspektiven für öffentliche Verwaltungen.
Mögliche Instrumente der Korruptionsbekämpfung in der öffentlichen Verwaltung sind beispielsweise Risikoanalysen für Korruption oder Schwachstellenanalysen für Korruption.
Die Polizei Baden-Württemberg nutzt seit 2012 zur Korruptionsbekämpfung ein externes anonymes Hinweisgeberportal. Die aktuelle Internet-Adresse wird auf der Homepage der Polizei Baden-Württemberg angegeben. Das System wird durch das Landeskriminalamt Baden-Württemberg betreut. Bei der Hinweisabgabe kann ein Hinweisgeber einen Postkasten einrichten. Über den Postkasten können dem Hinweisgeber Fragen gestellt werden. Das Hinweisaufkommen und die Verdachtsqualität sollen durch eine wechselseitige anonyme Kommunikation mit dem Hinweisgeber gesteigert werden. Die Identität der Hinweisgeber ist nicht feststellbar.

### Ursachen und Korrelation
Armut, Arbeitslosigkeit, soziale und ökonomische Ungleichheit, das Fehlen öffentlicher Kontrolle und mangelnde Rechtssicherheit begünstigen zweifellos Korruption. Auch tendieren Regierungen mit längerer Amtszeit zu mehr Korruption als regelmäßig wechselnde.

### Probleme

#### Förderung
Korruption wird durch verschiedene Umstände gefördert oder ihre Bekämpfung behindert:
- Das „Opfer“ erkennt die Korruption nicht oder kann sie nicht beweisen.
- Es können zwei Arten der Korruption unterschieden werden: „Die erste hat eine Nähe zur Erpressung. Hier wird eine Machtstellung ausgenutzt, um Interaktionspartnern Sonderleistungen abzunötigen. Es handelt sich um Belastungskorruption. Sie ist vor allem in Entwicklungsländern weit verbreitet. Die zweite Art dominiert in entwickelten Rechtsstaaten wie Deutschland. Man kann sie als Entlastungskorruption kennzeichnen. Sie wird von den unmittelbar Beteiligten – wie ein Tausch – als vorteilhaft empfunden. Allerdings handelt es sich um einen Tausch zulasten Dritter. Entlastungskorruption ist immer mit einem Vertrauensbruch verbunden: Hier wird eine Delegationsbeziehung missbraucht, um ein illegales Einkommen zu generieren.“[71]
- „Die Einflussnahme der Politik auf Strafverfolgungsbehörden in Wirtschaftsverfahren gegen mächtige Personen, aber auch Einflussnahmen auf Verwaltungen, um Auftragsvergaben an bekannte und befreundete Unternehmer zu erreichen, sind in mehreren Strafverfahren belegt.“[72]
- „Politiker haben keinen Anreiz, Korruption zu bekämpfen. Sie wollen vielmehr gar nichts von dem Thema wissen. Auch das Unrechtsbewusstsein von Politikern ist nicht stark ausgeprägt. Im Gegenteil, manche halten ‚Provisionen‘ für einen legitimen Teil ihres Einkommens.“[63]
- „Politiker sind nicht nur resistent, sich selbst Korruptionsregeln zu geben und sich diesen zu unterwerfen, sie bewirken auch, dass so mancher gute Ansatz in der Verwaltung zunichte gemacht wurde. München und Frankfurt hatten die besten Korruptionsbekämpfungsstrategien. Diese haben jedoch fortwährend Korruptionsfälle zutage gefördert, sodass der Eindruck entstand, dass Frankfurt und München als einzige Städte Hochburgen der Korruption wären. Politikern, die den Anreiz haben, wieder gewählt zu werden, kann dann der Druck durch die öffentlichen Reaktionen zu stark werden, so dass sie für eine Änderung (Entschärfung) der Korruptionsstrategien plädieren.“[73]
- „[…] All dies nährt die Befürchtung, dass gerade in einer Zeit, in der ein Angriff der organisierten Kriminalität und der Wirtschaftskriminalität auf staatliche und wirtschaftliche Institutionen droht, die deutschen Strafverfolgungsbehörden nicht über die notwendige Handlungsfreiheit verfügen, um dieser für Deutschland neuartigen Form der Kriminalität entgegenzuwirken […]“[74]
- Zur Frage „Wie unabhängig sind Staatsanwälte in Deutschland?“ siehe den gleichnamigen Vortrag von Dr. Winfried Maier, Richter am OLG München, Staatsanwalt a. D., Augsburg[75]
- Kontrollorgane (z. B. Aufsichtsräte oder Justiz) gehören derselben Organisation an, wie die Korrumpierten (z. B. Mitarbeiter, Manager oder Beamte), und sie decken einander.
- Die Beteiligten haben kein Interesse am finanziellen Erfolg des Unternehmens, sondern vor allem am persönlichen Vorteil.
- Auch die mit der Korruptionsbekämpfung beauftragten Staatsanwälte sind weisungsgebundene Beamte. Dabei sind die Weisungsgebenden (auch der Justizminister) nicht an die Schriftform gebunden. Oft sind Staatsanwaltschaften überlastet.
- Die Korruption der Pharmaindustrie an niedergelassene Ärzte durch Anwendungsbeobachtungen und ähnlichem, ist nicht strafbar – bei Klinikärzten dagegen schon.
- Journalisten dürfen Presserabatte entgegennehmen, wobei sich Journalistenverbände entsprechend dem Pressekodex zu bestimmten Regeln verpflichten.
- Die Korruptionskriminalität ist aufgrund einer auf Konspiration angelegten Täter-Täter-Beziehung von einer hohen Dunkelziffer geprägt.

#### Der CPI – „Empfindungen oder Erfahrungen“
Seit 1995 gibt die Nichtregierungsorganisation (NGO) Transparency International alljährlich den Korruptionswahrnehmungsindex (Corruption Perceptions Index, CPI) heraus. Dieser Korruptionsindex will das Ausmaß der Wahrnehmung von Korruption in verschiedenen Ländern der Erde darstellen. Er entfaltet mittlerweile eine breite Wirkung in der Öffentlichkeit, die somit für das globale Problem der Korruption sensibilisiert wird.
Das Ausmaß der Korruption in einem Land ist nicht mit wirtschaftswissenschaftlichen Methoden einzugrenzen. Deshalb zieht sich der CPI notgedrungen auf die Einschätzung von Beteiligten innerhalb der Klientelwirtschaft zurück, wobei lediglich deren subjektive „Wahrnehmung“ (engl. „perception“) im Sinne von „Empfindung“ im Gegensatz zur definitiven (und mutigen) „Feststellung“ (englisch experience, detection, identification, diagnosis…) von Korruption im eigenen Land mittels Umfragen gesammelt wird.
Das Ergebnis solcher Umfragen ist aber weit mehr von der Psychologie des eigenen wirtschaftlichen Erfolgs des Befragten abhängig und eher selten von seinem Mut, Korruption zuzugeben. So ist es nicht verwunderlich, dass in sogenannten Exportländern die Korruption kaum (als schädlich) wahrgenommen wird, wo oft die effiziente Akquisition von Staatsaufträgen traditionell durch hochentwickelte und wegen ihrer gewaltigen Schattenwirtschaften äußerst liquide Klientelnetzwerke gesichert werden. Offensichtlich überwiegt in diesen Fällen der Nutzen für (fast) alle.
Begünstigt wird die nationale „CPI-Befindlichkeit“, wenn das betreffende Land hoch industrialisiert ist, wo ein wesentlicher Anteil der Gesellschaft unselbständiger Erwerbstätigkeit nachgeht und deshalb die Aktivitäten innerhalb der Klientelnetzwerke gar nicht wahrnehmen kann. Einen noch günstigeren Einfluss auf den CPI übt eine nationalistische Gesetzgebung aus, die einerseits die Korruption im Inland in einem vorgegebenen Maße kontrolliert, sie aber andererseits explizit straffrei ausgehen lässt, wenn sie sich ausschließlich gegen andere Volkswirtschaften richtet. Solcher Art Ermächtigungsgesetze für die eigene Privatwirtschaft sind besonders katastrophal, wenn sie – wie nach der EWG-Süderweiterung 1981/86 und dem EG-Binnenmarkt 1993 in Deutschland geschehen – durch milliardenschwere Steuersubventionen vom Staat co-finanziert werden.
Insofern berücksichtigt der CPI weder die tatsächlich „gemessene“ Korruption noch die kriminelle Energie in den Exportländern. Stattdessen stellt er lediglich einen Wahrnehmungsindex des entstandenen Schadens in den Opferländern dar, nicht aber, wie oft falsch zitiert, das Ausmaß der „nationalen“ Korruption. Wie könnte er auch? Schließlich ist Korruption in einer globalisierten Welt ja „international“. Siehe dazu 1977 Foreign Corrupt Practices Act, 1999 OECD Anti-Bribery Convention, 2005 United Nations Convention against Corruption.

### Internationale Übereinkommen
In Anlehnung an den Foreign Corrupt Practices Act der USA hat die Internationale Handelskammer (ICC) 1977 als Vertretung der Weltwirtschaft erstmals einen umfassenden Bericht über Korruption im Geschäftsverkehr mit Handlungsempfehlungen veröffentlicht. Der Bericht rief internationale Organisationen und nationale Regierungen dazu auf, das Thema auf ihre Agenda zu setzen. Heute gibt es eine Reihe internationaler Übereinkommen, die gegen Korruption und Bestechung wirken sollen.

#### OECD-Konvention gegen die Bestechung ausländischer Amtsträger im internationalen Geschäftsverkehr
Es handelt sich um ein internationales Abkommen, das die Vertragsstaaten verpflichtet, die Bestechung ausländischer Amtsträger unter Strafe zu stellen. Die Konvention wurde am 17. Dezember 1997 zur Unterzeichnung aufgelegt. Der Konvention beigetreten sind mittlerweile alle 34 OECD-Mitglieder, sowie die 7 Nichtmitglieder – Argentinien, Brasilien, Bulgarien, Kolumbien, Lettland, Russland und Südafrika.
Das Übereinkommen dient dem Schutz offener und wettbewerblich strukturierter Märkte vor den negativen Auswirkungen der Korruption und sieht zu diesem Zweck die Bekämpfung der Bestechung ausländischer Amtsträger im internationalen Geschäftsverkehr mit den Mitteln des Strafrechts vor.
In Deutschland erfolgte die Umsetzung mit dem IntBestG vom 10. September 1998.

#### Übereinkommen des Europarats
Das Strafrechtsübereinkommen über Korruption vom 17. Dezember 1997 des Europarates trat am 1. Juli 2002 in Kraft. Es beinhaltet weitergehende Forderungen zur Korruptionsbekämpfung. Die Konvention wurde von Deutschland am 1. September 2017 und von Österreich am 1. Januar 2014 ratifiziert. 1999 war zur Umsetzung des Übereinkommens in Deutschland bereits das Gesetz zur Bekämpfung internationaler Bestechung beschlossen worden.

#### Übereinkommen der Vereinten Nationen

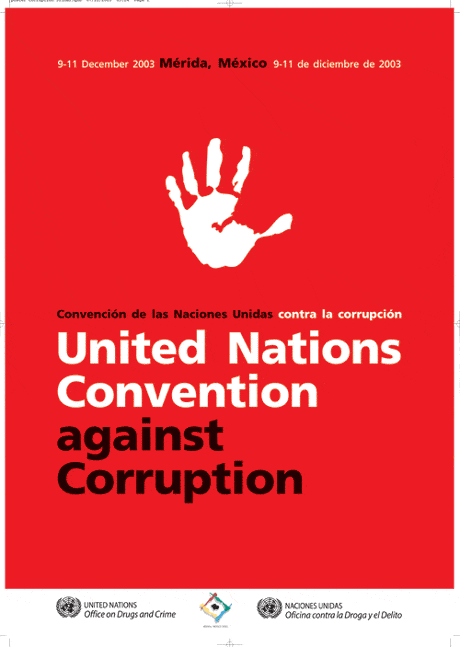
Übereinkommen der Vereinten Nationen gegen Korruption

Das Übereinkommen der Vereinten Nationen gegen Korruption (UNCAC) ist am 16. September 2005 in Kraft getreten.
Österreich hat diese Konvention am 11. Januar 2006 ratifiziert.
In der Schweiz wurde nach der Unterzeichnung am 10. Dezember 2003 die parlamentarische Behandlung der Konvention am 21. September 2007 mit einer Botschaft des Bundesrates eingeleitet. Die Ratifizierung erfolgte am 24. September 2009 vorbehaltlos.
Deutschland hat die Konvention am 9. Dezember 2003 unterzeichnet. Wegen fehlender strafrechtlicher Vorschriften gegen Abgeordnetenbestechung (§ 108e StGB a. F.) konnte diese jedoch lange nicht ratifiziert werden. Erst am 21. Februar 2014 verabschiedete der Bundestag in Zweiter und Dritter Lesung ein Gesetz zur Verschärfung der Regeln gegen die Abgeordnetenbestechung, das am 1. September 2014 in Kraft getreten ist.
Am 25. September 2014 stimmte der Bundestag einstimmig für die Ratifizierung, am 10. Oktober 2014 stimmte der Bundesrat zu. Die Ratifikation erfolgte am 12. November 2014, sodass das Übereinkommen am 12. Dezember 2014 für Deutschland, als eines der weltweit letzten Länder, in Kraft trat (Art. 68 Abs. 2 des Übereinkommens).

### Internationale Organisationen
In der Bekämpfung der Korruption sind beispielsweise aktiv:
- Internationale Anti-Korruptionsakademie
- Institut für Korruptionsprävention e. V.[84]
- Institut für angewandte Korruption
- European Healthcare Fraud and Corruption Conference = OLAF, Office Européen de Lutte Anti-Fraude
- Organized Crime and Corruption Reporting Project
- GRECO (Staatengruppe gegen Korruption)
- Transparency International